# پترونا
پترونا (به ایتالیایی: Petronà) یک کومونه در ایتالیا است که در استان کاتانزارو واقع شده‌است.

## خصوصیات
پترونا ۴۵٫۵ کیلومترمربع مساحت و ۲٬۶۶۷ نفر جمعیت دارد و ۸۸۹ متر بالاتر از سطح دریا واقع شده‌است.